# Каргиш
Каргиш (ҡарғыш — прокляття) — жанр башкирського обрядового фольклору, покликаний побажати нещастя кому-небудь. Поширений у фольклорі різних народів.

## Історія
Жанр каргиш корінням іде в доісламські вірування, пов'язаний з  вірою в магічну силу слова.
Поширений в віршованій і прозовій формі.

## Характеристика
Каргиш вимовляється з ціллю накликати на адресати біду, смерть, хвороби, неудачі, сварки в сім'ї і ін.(«Ирҙән ҡалғыр, /Ирҙән ҡалғыр! /Ата ҡаҙҙан ҡалған /Инә ҡаҙҙай ҡаңғыр!» — «Залишитись тобі без чоловіка! /Залишитись тобі без чоловіка, /Страждай як гуска, /Що залишилась без гусака!»).
Каргиш може стосуватись не лише певної людини, а і якоїсь події: війни, стихійним явищам і ін. Може супроводжуватись ритуальними діями: виконавець обряду(переважно жінка) виходить в поле, або піднімається на гору і, розпустивши волосся, обнявши себе руками, і схрестивши ноги, голосно говорить каргиш.
Каргиш неможна насилати в домі, під час сходу сонці і ін.
Для нейтралізації дії каргишу використовується заклинання «Ҡарғышың — ҡара башыңа!» («Нехай твоє проклаття впаде на твою голову»), «Ҡарғаған ауыҙыңа ҡарға оялаһын!» («В устах, вимовивших прокляття, нехай звиє гнізно ворона!») і ін.
На противагу каргишу — алгиш («Сологоң ҡотло булһын, күс артынан күс ҡунһын!» — «Нехай меду багато буде, і рій за роєм прилетить!») відноситься до добрих побажань.
Сьогодні каргиш перейшов в категорію лайливих слів («ер йотҡор» — «нехай тебе земля проковтне», «ҡороғор» — «щоб ти зсох», «муйының сыҡҡыр» — «щоб ти собі шию зламав» і ін.).